# Associazione Calcio Pro Sesto 2000-2001
Questa pagina raccoglie le informazioni riguardanti l'Associazione Calcio Pro Sesto nelle competizioni ufficiali della stagione 2000-2001.

## Stagione
Nella stagione 2000-2001 la Pro Sesto disputa il girone A del campionato di Serie C2, piazzandosi in dodicesima posizione di classifica con 41 punti. Il torneo è stato vinto dal Padova con 69 punti, promosso direttamente in Serie C1, la seconda promossa è stata la Triestina che è giunta quinta, ma poi ha vinto i playoff. Partita con l'intento di puntare ai playoff, la Pro Sesto dopo tre gare si trova a zero punti, a fine settembre dopo la sconfitta interna (0-2) con l'Alto Adige, quarta in cinque partite, viene esonerato Davide Aggio, al suo posto è chiamato Gianpaolo Rossi che ha preteso alcuni rinforzi. Le correzioni portano buoni risultati, al Breda cadono quattro squadre, delle prime sei in classifica. Rispetto alla scorsa stagione quello che è mancata è stata la continuità, sono anche mancate le reti attese da Raffaele Rubino, almeno nel girone di andata. I migliori atleti della stagione biancoceleste sono stati i difensori Alessandro Terzi e Massimo Vismara e l'attaccante Vincenzo Maiolo, autore di 14 reti. Nella Coppa Italia di Serie C partenza a razzo con il (3-1) rifilato al Como, ma poi sono arrivate le sconfitte con Pro Patria e Legnano, a raffreddare gli entusiasmi.

## Rosa
| N. |                   | Ruolo | Calciatore         |
| -- | ----------------- | ----- | ------------------ |
|    | Italia (bandiera) | P     | Luca Anania        |
|    | Italia (bandiera) | A     | Carmelo Augliera   |
|    | Gambia (bandiera) | D     | Simon Barjie       |
|    | Italia (bandiera) | D     | Matia Brambilla    |
|    | Italia (bandiera) | C     | Luca Cavalli       |
|    | Italia (bandiera) | C     | Roberto Cretaz     |
|    | Italia (bandiera) | C     | Marco D'Anna       |
|    | Italia (bandiera) | A     | Gabriele Donghi    |
|    | Italia (bandiera) | A     | Mirko Fortuna      |
|    | Italia (bandiera) | D     | Morgan Furlani     |
|    | Italia (bandiera) | P     | Oscar Gaidella     |
|    | Italia (bandiera) | C     | Gianni Garghentini |
|    | Italia (bandiera) | C     | Salvatore Giorgio  |
|    | Italia (bandiera) | D     | Paolo Gobba        |
|    | Italia (bandiera) | A     | Antonio Guerrisi   |

| N. |                   | Ruolo | Calciatore            |
| -- | ----------------- | ----- | --------------------- |
|    | Italia (bandiera) | C     | Alberto Iannuzzi      |
|    | Italia (bandiera) | A     | Angelo La Rosa        |
|    | Italia (bandiera) | A     | Vincenzo Maiolo       |
|    | Italia (bandiera) | P     | Enricomaria Malatesta |
|    | Italia (bandiera) | C     | Claudio Mastropasqua  |
|    | Italia (bandiera) | C     | Federico Meda         |
|    | Italia (bandiera) | A     | Marco Morello         |
|    | Italia (bandiera) | D     | Daniele Motta         |
|    | Italia (bandiera) | A     | Gianfranco Nardi      |
|    | Italia (bandiera) | D     | Stefano Nava          |
|    | Italia (bandiera) | C     | Francesco Parravicini |
|    | Italia (bandiera) | A     | Raffaele Rubino       |
|    | Italia (bandiera) | C     | Fulvio Saini          |
|    | Italia (bandiera) | D     | Alessandro Terzi      |
|    | Italia (bandiera) | D     | Massimo Vismara       |

## Risultati

### Campionato

#### Girone di andata
| Arbitro: | Liberti (Genova) |

|  |           |              |
|  | Marcatori | 29’ Andreini |

| Arbitro: | Brunialti (Trento) |

|                           |           |            |
| Proietti 17’ Baglieri 45’ | Marcatori | 37’ Maiolo |

| Arbitro: | Cirone (Palermo) |

|                   |           |                      |
| Maiolo 62’ (rig.) | Marcatori | 36’, 55’ G. Ballotta |

| Arbitro: | Zambon (Padova) |

|                |           |                                        |
| Sinigaglia 75’ | Marcatori | 55’ Garghentini 59’ Maiolo 90+3’ Gobba |

| Arbitro: | Banti (Livorno) |

|  |           |                             |
|  | Marcatori | 51’ G. Carbone 67’ S. Motta |

| Biella 8 ottobre 2000 6ª giornata | Biellese            | 0 – 0 | Pro Sesto | Stadio Lamarmora\| Arbitro: \| Siragusa (Acireale) \| |
| Arbitro:                          | Siragusa (Acireale) |       |           |                                                       |

| Arbitro: | Di Renzo (Ostia Lido) |

|            |           |                       |
| Donghi 49’ | Marcatori | 19’ Piro 84’ Barbiero |

| Arbitro: | Lops (Torino) |

|                                              |           |  |
| Y. Pellegrini 28’ Polesel 53’ A. Maniero 55’ | Marcatori |  |

| Arbitro: | Ferrari (Roma) |

|            |           |  |
| Maiolo 67’ | Marcatori |  |

| Cremona 5 novembre 2000 10ª giornata | Cremonese          | 0 – 0 | Pro Sesto | Stadio Giovanni Zini\| Arbitro: \| Marchesi (Bergamo) \| |
| Arbitro:                             | Marchesi (Bergamo) |       |           |                                                          |

| Arbitro: | Barbalich (Pesaro) |

|            |           |  |
| Maiolo 16’ | Marcatori |  |

| Arbitro: | Brunialti (Trento) |

|                                        |           |  |
| Princivalli 53’ Pasa 90’ Modesti 90+3’ | Marcatori |  |

| Arbitro: | Herberg (Messina) |

|  |           |                |
|  | Marcatori | 13’ Ferraresso |

| 10 dicembre 2000 14ª giornata | Legnano | 1 – 2 | Pro Sesto |  |

| 17 dicembre 2000 15ª giornata | Pro Vercelli | 1 – 1 | Pro Sesto |  |

| 23 dicembre 2000 16ª giornata | Pro Sesto | 1 – 0 | Fiorenzuola |  |

| 7 gennaio 2001 17ª giornata | Novara | 0 – 0 | Pro Sesto |  |

#### Girone di ritorno
| 14 gennaio 2001 18ª giornata | Montichiari | 0 – 1 | Pro Sesto |  |

| 21 gennaio 2001 19ª giornata | Pro Sesto | 1 – 0 | Padova |  |

| 23 gennaio 2001 20ª giornata | Sassuolo | 0 – 0 | Pro Sesto |  |

| 4 febbraio 2001 21ª giornata | Pro Sesto | 0 – 0 | Meda |  |

| 11 febbraio 2001 22ª giornata | Südtirol | 0 – 1 | Pro Sesto |  |

| 18 febbraio 2001 23ª giornata | Pro Sesto | 0 – 0 | Biellese |  |

| 25 febbraio 2001 24ª giornata | Moncalieri | 1 – 0 | Pro Sesto |  |

| 11 marzo 2001 25ª giornata | Pro Sesto | 3 – 2 | Mestre |  |

| 18 marzo 2001 26ª giornata | Mantova | 5 – 1 | Pro Sesto |  |

| 25 marzo 2001 27ª giornata | Pro Sesto | 1 – 1 | Cremonese |  |

| 1º aprile 2001 28ª giornata | San Donà | 1 – 1 | Pro Sesto |  |

| 8 aprile 2001 29ª giornata | Pro Sesto | 1 – 0 | Triestina |  |

| 14 aprile 2001 30ª giornata | Pro Patria | 0 – 0 | Pro Sesto |  |

| 22 aprile 2001 31ª giornata | Pro Sesto | 0 – 3 | Legnano |  |

| 29 aprile 2001 32ª giornata | Pro Sesto | 1 – 2 | Pro Vercelli |  |

| 6 maggio 2001 33ª giornata | Fiorenzuola | 2 – 2 | Pro Sesto |  |

| 13 maggio 2001 34ª giornata | Pro Sesto | 1 – 2 | Novara |  |